# Mont Bebetsu
Le mont Bebetsu (ベベツ岳, Bebetsu-dake) est une montagne culminant à 1 860 m d'altitude dans le groupe volcanique Tokachi sur l'île de Hokkaidō au Japon.